# 1448 en littérature
| Années de la littérature : 1445 - 1446 - 1447 - 1448 - 1449 - 1450 - 1451    |
| Décennies de la littérature : 1410 - 1420 - 1430 - 1440 - 1450 - 1460 - 1470 |

Cet article présente les faits marquants de l'année 1448 en littérature.

## Parutions

### Poésie
- Martin Le Franc (1410-1461) : L'Estrif de Fortune et de Vertu, une longue œuvre en prose et en vers, composée à Lausanne, dans laquelle il critique la noblesse française qu'il rend responsable de la Guerre de Cent Ans. Il s'en prend aussi à la corruption du clergé[1].